# Joseph Knight
Pour les articles homonymes, voir Knight.
Joseph Knight (7 octobre 1778 - 20 juillet 1855), jardinier de George Hibbert, a été l'une des premières personnes en Angleterre à cultiver avec succès des plantes de la famille des Proteaceae. il est connu pour être l'auteur d'une publication qui a provoqué l'une des plus grandes controverses de la botanique anglaise du XIXe siècle.

## Carrière
Né à Brindle, dans le Lancashire, il devient jardinier en chef de George Hibbert, qui était un botaniste amateur. Hibbert voit naître en lui en engouement pour la culture des Proteaceae, et en conséquence Knight devient un spécialiste de leur culture et de leur propagation. Il finit par écrire un livre sur leur culture, qui sera publié en 1809 sous le titre On the cultivation of the plants belonging to the natural order of Proteeae. Malgré le titre, ce livre ne contient que 13 pages liées aux techniques de culture, mais plus de 100 pages de révision taxonomique. Bien que non explicitement cité, Richard Salisbury participe à l'écriture de cette publication. Dans ce document, Salisbury publie pour la première fois de nombreux noms de plantes qu'il avait mémorisé à partir de la lecture de On the Proteaceae of Jussieu par son auteur Robert Brown à la Linnean Society of London au cours du premier trimestre 1809, avant que cette œuvre ne soit publiée en mars 1810. Knight et Salisbury ont ainsi devancé Brown pour publier et revendiquer la priorité pour des noms dont Brown était l'auteur. En conséquence, Salisbury a été accusé de plagiat, mis au ban des cercles botaniques, et ses publications ont été largement ignorées pour le reste de sa vie. Bien que les noms génériques de Salisbury aient presque tous été annulés, beaucoup de ses noms spécifiques ont été réintégrés, puisque l'auteur nominal était Knight, pas Salisbury. Knight est ainsi considéré comme l'auteur d'un grand nombre d'espèces de Proteaceae.
À la retraite de Hibbert vers 1829, celui-ci lègue sa collection de plantes vivantes à Knight, et l'aide à mettre en place une pépinière sur Kings Road à Chelsea. Cette pépinière a eu un grand succès. James Veitch l'achète en 1853.